# Инверсия (геометрия)

Кардиоида — инверсия параболы

Инве́рсия (от лат. inversio «обращение») относительно окружности — преобразование евклидовой плоскости, переводящее обобщённые окружности (окружности либо прямые) в обобщённые окружности, при котором одна из окружностей поточечно переводится в себя.

## Определение

Инверсия

Пусть в евклидовой плоскости задана некоторая окружность {\displaystyle \Gamma } с центром {\displaystyle O}
(называемым полюсом инверсии, или центром инверсии, эта точка выколота) и радиусом {\displaystyle R}.
Инверсия точки {\displaystyle P} относительно {\displaystyle \Gamma } есть точка {\displaystyle P'}, лежащая на луче {\displaystyle OP} такая, что
{\displaystyle |OP'|\cdot |OP|=R^{2}.}

### Замечания
- Инверсия иногда называется отражением относительно окружности.
- Инверсия переводит внутреннюю область окружности во внешнюю и обратно.
- Часто к плоскости добавляют «бесконечно удалённую точку» {\displaystyle \infty } и считают её инверсным образом {\displaystyle O}, а {\displaystyle O} — инверсным образом {\displaystyle \infty }. В этом случае инверсия является биективным преобразованием этой расширенной «круговой плоскости».
- Аналогично определяется инверсия евклидова пространства относительно сферы и инверсия в евклидовых пространствах более высоких размерностей.

## Свойства

Образ центра окружности не является центром образа

Инверсия относительно окружности {\displaystyle \Gamma } с центром O обладает следующими основными свойствами:
- Инверсия является инволюцией: если точка P переходит в точку Q, то и точка Q переходит в точку P.
- Прямая, проходящая через O, переходит в себя.
- Прямая, не проходящая через O, переходит в окружность, проходящую через O с выколотой точкой O; и обратно, окружность, проходящая через O, переходит в прямую, не проходящую через O.
- Окружность, не проходящая через O, переходит в окружность, не проходящую через O (при этом образ её центра не является центром образа).
- Инверсия является конформным отображением второго рода (т. е. она сохраняет углы между кривыми и меняет ориентацию).

- Инверсия относительно окружности Аполлония меняет местами её фокусы.
- Окружность или прямая, перпендикулярная к {\displaystyle \Gamma }, переходит в себя.
- Для того, чтобы точки {\displaystyle A} и {\displaystyle B} были инверсиями друг друга относительно окружности {\displaystyle \Gamma }, необходимо и достаточно, чтобы любая окружность на расширенной проходящая через них, была ортогональна {\displaystyle \Gamma }.[1]

- Имеет место схема преобразований кривых для подеры, инверсии и полярного преобразования кривой, показанная на рисунке справа, из которой вытекает следующее два утверждения[2]:
  - инверсия кривой есть антиподера этой кривой с последующим полярным преобразованием кривой, окружности преобразования которых совпадают, а полюсы совпадают с полюсом антиподеры;
  - инверсия кривой есть подера полярного преобразования этой кривой, окружности преобразования которых совпадают, а полюсы совпадают с полюсом подеры.

### Замечания
- В теории окружностей и инверсии две окружности, пересекающиеся под прямым углом, называются ортогональными (перпендикулярными). Окружности можно считать ортогональными, если они образуют прямой угол друг с другом. Обычно угол между кривыми — это угол между их касательными, проведёнными в точке их пересечения.
- В теории  окружностей и инверсии прямая перпендикулярна к окружности {\displaystyle \Gamma }, если она проходит через центр последней.

## Построение

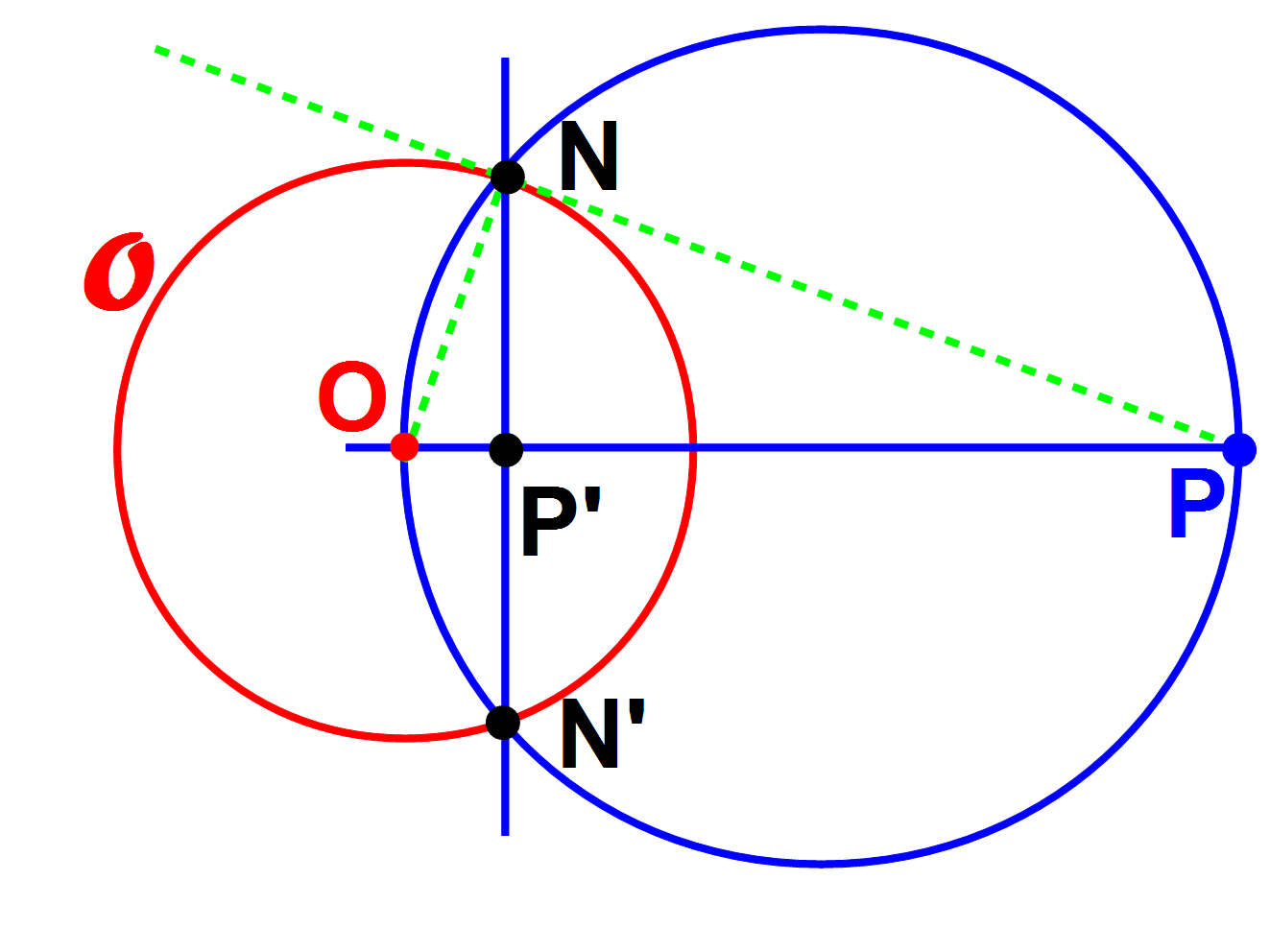
Построение образа точки при инверсии относительно окружности

Получить образ P' точки P при инверсии относительно данной окружности с центром O можно следующим образом:
- Если расстояние от P до O больше радиуса окружности — провести из P касательную к окружности, тогда перпендикуляр к прямой OP из точки касания пересечёт эту прямую в искомой точке P'.
- Если расстояние от P до O меньше радиуса окружности — провести через P перпендикуляр к OP, а через точку его пересечения с окружностью — касательную к ней, которая пересечёт OP в искомой точке P'.
- Если расстояние от P до O равно радиусу окружности, образ P совпадёт с ней самой.

## Координатные представления

### Декартовы координаты
Инверсия относительно единичной окружности с центром в начале координат задаётся соотношением
{\displaystyle (x,y)\mapsto \left({\frac {x}{x^{2}+y^{2}}},{\frac {y}{x^{2}+y^{2}}}\right)}.
Если точку плоскости задать одной комплексной координатой {\displaystyle z=x+iy}, то это выражение можно представить в виде
{\displaystyle z\mapsto ({\bar {z}})^{-1}},
где {\displaystyle {\bar {z}}} — комплексно сопряжённое число для {\displaystyle z}.
Данная функция комплексного переменного является антиголоморфной, откуда, в частности, следует конформность инверсии.
В общем случае инверсия относительно окружности с центром в точке {\displaystyle O=(x_{0},y_{0})} и радиусом
{\displaystyle r} задаётся соотношением
{\displaystyle (x,y)\mapsto \left(x_{0}+{\frac {r^{2}(x-x_{0})}{(x-x_{0})^{2}+(y-y_{0})^{2}}},y_{0}+{\frac {r^{2}(y-y_{0})}{(x-x_{0})^{2}+(y-y_{0})^{2}}}\right)}.

### Полярные координаты
Инверсия относительно окружности радиуса {\displaystyle r} с центром в начале координат задаётся соотношением
{\displaystyle (\phi ,\rho )\mapsto (\phi ,r^{2}/\rho )}.

## Приложения
- Применением инверсии решаются 
  - задача Аполлония,
  - тождество Птолемея.
- На свойствах инверсии основан механизм Липкина — Посселье.
- Применением инверсии доказывается теорема Мора — Маскерони, которая утверждает, что все построения, которые можно сделать с помощью циркуля и линейки, можно сделать с помощью одного циркуля (прямая считается построенной, если известны две её точки)[4][5]
- Одно из доказательств свойств  окружности Аполлония основанно на свойстве инверсии.[6]
- При помощи инверсии доказывается поризм Штейнера: в доказательстве используется тот факт, что для любых непересекающихся окружностей существует инверсия, превращающая их в концентрические.
- При помощи инверсии доказывается то, что равны две архимедовы окружности-близнецы  в арбелосе.[4]
- При помощи инверсии доказываются свойства окружностей в поризме Паппа Александрийского.[4]
- При помощи инверсии доказывается Теорема о бабочке.[4]

## Вариации и обобщения

### Инверсия относительно конического сечения
Можно определить инверсию относительно произвольного невырожденного конического сечения, с той лишь разницей, что величина {\displaystyle R} будет (переменным) расстоянием от центра {\displaystyle O} соответствующей кривой (в случае эллипса и гиперболы) до точек пересечения этой кривой с прямой {\displaystyle OP}.
В случае инверсии относительно гиперболы, в зависимости от сектора, в котором находится точка {\displaystyle P} между асимптотами, возможен случай, когда прямая {\displaystyle OP} не пересекается с гиперболой. Тогда для вычисления {\displaystyle R} берётся точка пересечения этой прямой с сопряжённой гиперболой (если только точка {\displaystyle P} не лежит на асимптоте), а соответствующая величина {\displaystyle R^{2}} берётся со знаком минус, то есть луч {\displaystyle OP'} направляется в сторону, противоположную лучу {\displaystyle OP}.
Инверсия относительно параболы — это просто симметричное отражение относительно неё вдоль прямой, параллельной оси параболы.
Альтернативное определение — инверсия относительно конического сечения {\displaystyle {\mathcal {K}}} как середина хорды, высекаемой полярой точки {\displaystyle P} относительно {\displaystyle {\mathcal {K}}} на {\displaystyle {\mathcal {K}}}. Однако в случае, когда соответствующая поляра не пересекает {\displaystyle {\mathcal {K}}}, для полноты определения приходится применять это, частичное, определение в обратную сторону (то есть {\displaystyle P'} — это такая точка, что {\displaystyle P} является серединой хорды, высекаемой полярой {\displaystyle P'} на {\displaystyle {\mathcal {K}}}), что не всегда удобно.